# Kibernetika
Kibernetika je dio znanosti o općim zakonitostima procesa upravljanja, reguliranja, dobivanja, pohranjivanja, pretvorbe i prijenosa informacija u sustavima neovisno o njihovoj prirodi. Prvi ju je primijenio Norbert Wiener.
Kibernetičke discipline: teorija informacija, teorija kodiranja, teorija formalnih jezika i gramatika, teorija igara, logika, teorija algoritama i programiranja, robotika...

## Kibernetički sustav
Kibernetički sustav je skup elemenata međusobno povezanih vezama koji djeluju jedan na drugi. Kibernetički sustav može biti biološki, društveni, tehnički (bavi se problemom upravljanja, reguliranja i obrade informacija u tehničkim sustavima).
Radni procesi sadrže tijek robe i tijek informacija. Proces je stabilan, ako su ta oba tijeka dobro sinkronizirana. Kako u sustavima automatizacije, tako i u proizvodnim procesima, nije dopustivo da se osnovni proces (tijek robe ili proizvodni proces) zadržava zbog čekanja na informaciju ili druge aktivnosti potpore.
Znanost koja izučava odnose i međusobni utjecaj tijekova robe i tijeka informacija, zove se kibernetika.